# Karlauerkirche

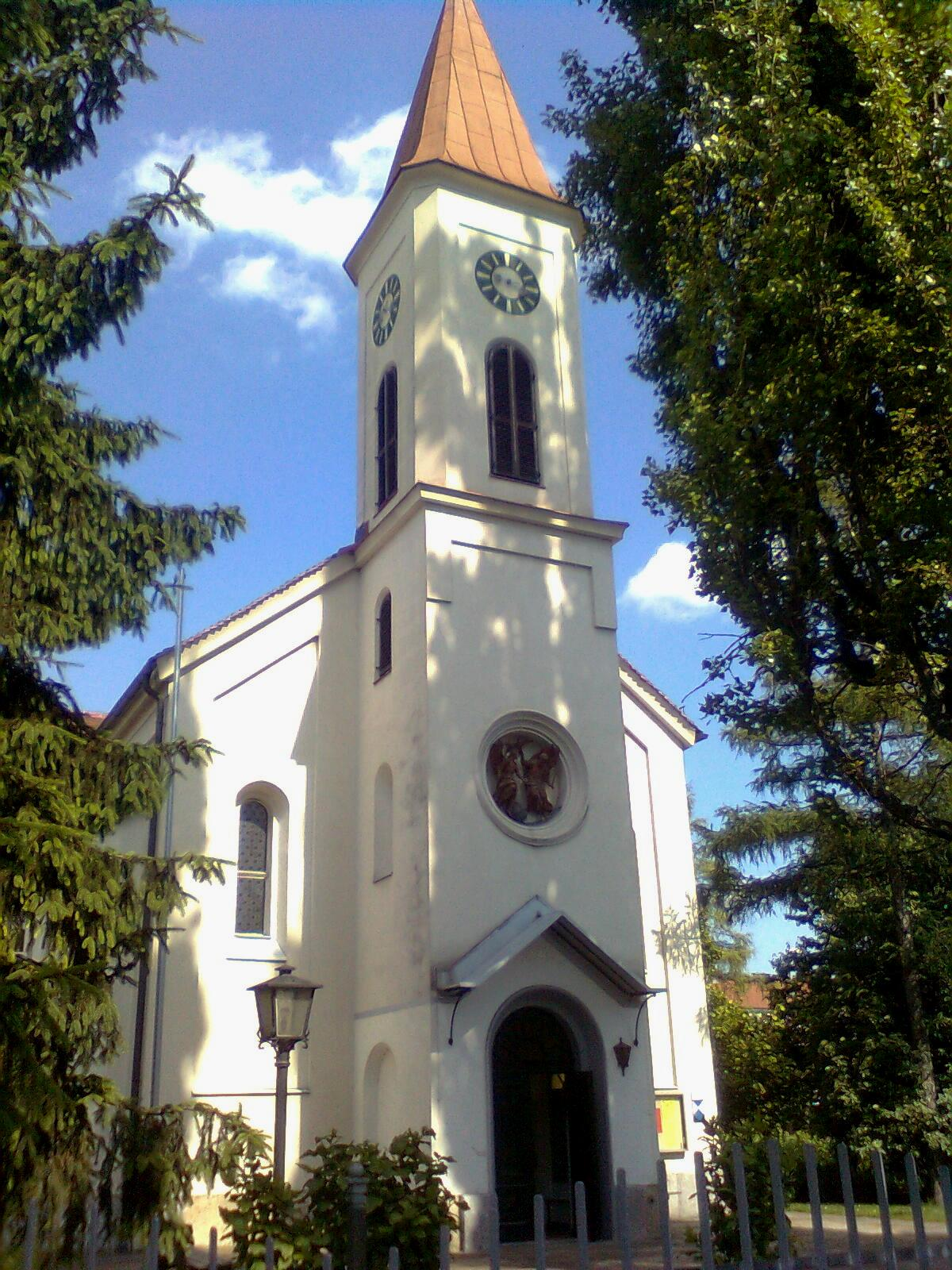
Karlauerkirche

Die Karlauerkirche zur Heiligsten Dreifaltigkeit ist eine römisch-katholische Kirche im 5. Grazer Gemeindebezirk Gries. Sie ist die Pfarrkirche der Pfarre Graz-Karlau.

## Geschichte und Gestaltung
Die Kirche gehörte ursprünglich zum Kloster des Trinitarierordens, der sich um Christen kümmerte, die in sarazenische Gefangenschaft und Sklaverei geraten waren. Nachdem der Orden in Belgrad seine Niederlassung aufgeben musste, wandte er sich im Jahr 1754 mit der Bitte an den Bischof von Seckau, in Graz ein Kloster gründen zu dürfen. Im Ansuchen stand´, „da doch in Kriegs-Zeiten gar viele sothaner Landes-Kinder durch den Erbfeind in Türckische Sclavitet hindangeführet worden“.
Die Trinitarier erhielten schließlich ein Anwesen im südlichen Gries, das sie erweiterten und wo sie an Stelle der alten Hauskapelle eine neue Kirche errichteten. Die Pläne stammten von einem Ordenspriester der Trinitaner namens Andreas; 1758 wurde die Kirche geweiht. Später erhielt die Kirche einen Dachreiter. Der steirische Barockmaler Hans Adam Weissenkircher schuf das Bild am Hochaltar mit einer Darstellung der heiligsten Dreifaltigkeit. Ebenfalls wird die Dreifaltigkeit durch eine Rokokoplastik am Kirchenportal dargestellt. Den hll. Josef und Anna sind die beiden Seitenaltäre geweiht. Am Kreuzaltar befindet sich ein spätbarockes Kruzifix, das die Mönche der Legende nach einem Türken aus dessen Abstellkammer abgekauft hatten.